# Juan Tejera
Juan Tejera, vollständiger Name Juan Andrés Tejera Arachichu, (* 26. Juli 1983 in Montevideo) ist ein uruguayischer Fußballspieler.

## Karriere
Der 1,89 Meter große Mittelfeld- bzw. Defensivakteur Tejera gehörte zu Beginn seiner Karriere von der Clausura 2003 bis in die Clausura 2007 dem Kader des Erstligisten Liverpool Montevideo an. 2009 bestritt er neun Spiele (kein Tor) in der Copa Mustang und eins (kein Tor) in der Copa Libertadores für den kolumbianischen Verein Boyacá Chicó FC. In der Saison 2009/10 lief er in 21 Partien (kein Tor) der Primera División für den uruguayischen Klub Central Español auf. Im Juli 2010 wechselte er nach Argentinien zu Olimpo de Bahía Blanca. In den beiden folgenden Erstligaspielzeiten absolvierte er 30 Erstligabegegnungen für die Argentinier und erzielte ein Tor. Zudem kam er einmal (kein Tor) in der Copa Argentina zum Einsatz. Mitte Juli 2012 schloss er sich dem Ligakonkurrenten Defensa y Justicia an. Dort wurde er in 61 Ligaspielen (ein Tor) und sechs Begegnungen (kein Tor) der Copa Argentina eingesetzt. Im Januar 2016 wechselte er zu Juventud Unida Universitario. Bei seinem neuen Arbeitgeber lief er 19-mal (drei Tore) in der Primera B Nacional und einmal (kein Tor) in der Copa Argentina auf. Anfang Juli 2016 schloss er sich dem Club Agropecuario Argentino an. Dort kam er bislang (Stand: 16. Juli 2017) 28-mal (ein Tor) im Torneo Argentino A zum Einsatz.